# De Westermolen (Nieuwe Niedorp)
De Westermolen is een poldermolen aan de Oosterweg in Nieuwe Niedorp, in de Noord-Hollandse gemeente Hollands Kroon. In 1854 werd deze molen gebouwd voor de bemaling van de Oosterpolder, samen met twee andere molens, die de Oude Molen en de Nieuwe Molen werden genoemd. Hij verving een eerdere molen die in de nacht van 18 op 19 februari 1854 na blikseminslag afbrandde. In tegenstelling tot zijn voorganger die met een scheprad was uitgerust, voert de nieuwe Westermolen het water op met behulp van een vijzel.
In 1893 werd een deel van de bemaling overgenomen door een stoomgemaal, en werd de Nieuwe Molen afgebroken. In 1950 werd het stoomgemaal vervangen door een elektrisch gemaal. Bemaling op windkracht werd langzaam verminderd en vanaf omstreeks 1968 werd de polder uitsluitend nog elektrisch bemalen. De Westermolen werd van 1975 tot 1978 gerestaureerd. Hierbij werd het wiekenkruis voorzien van het systeem Fauël op beide roeden. Dit was nodig omdat het polderpeil was verlaagd en de molen het water nu hoger moest opvoeren.
De Westermolen is eigendom van het Hoogheemraadschap Hollands Noorderkwartier en is niet te bezoeken.